# Ludwig Feldgen

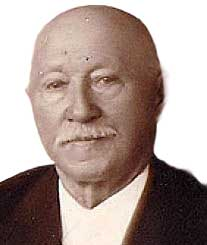
Ludwig Feldgen im Jahr 1927

Ludwig Feldgen (* 6. November 1849 in Oberbierenbach; † 29. November 1929 in Wuppertal) war ein Baumeister, Bauunternehmer und Ziegeleibesitzer in Wuppertal.

## Leben und Wirken
Feldgen kam als „wandernder Maurer“ aus dem Homburger Land mit seinen Brüdern Carl und Wilhelm Anfang der 1870er Jahre nach Barmen. Mit Ehrgeiz und Ausdauer arbeitete er sich vom Lehrling zum Maurergesellen und Meister hoch. Schon 1885 wurde er selbständig und bald zu einem angesehenen Bauunternehmer. Ganze Straßenzüge in Wichlinghausen, im heutigen Stadtbezirk Oberbarmen, entstanden unter seiner Leitung. Von den Häusern, die Ludwig Feldgen gebaut hat, gehörten ihm zu Lebzeiten 70 selbst.
Häuser von ihm sind Bestandteil der historischen Bebauung und in der Denkmalliste der Stadt Wuppertal aufgeführt, z. B. als typisches Beispiel für die bergische Fachwerkbauweise. Die Häuser Normannenstraße 50 a (1895) und Nornenstraße 10 (um 1900) stehen heute unter Denkmalschutz.
Auch seine Villa am Rande des Nordparks wird als Zeugnis der Wohn- und Lebensverhältnisse wohlhabender, bürgerlicher Bevölkerungsschichten um 1900 erwähnt und steht seit 1992 unter Denkmalschutz.
Ludwig Feldgen ist im Wuppertaler Künstlerverzeichnis aufgeführt und wird in einem „Historischen Architektenregister“ erwähnt.

## Familie
Feldgen heiratete 1876 die Barmerin Laura Müggenburg. Mit ihr hatte er drei Kinder. Sein ältester Sohn Ludwig (* 1879) studierte Architektur und promovierte „Über die städtische Arbeiterwohnungsfrage in Deutschland und ihre Lösungsversuche in ihren wichtigsten Erscheinungsformen“.
Sein ältester Bruder Carl Feldgen hatte ebenfalls das Maurerhandwerk erlernt und war im Baugeschäft tätig. Einige Jahre war er auch Stadtrat in Barmen. Er starb 1906 durch einen tragischen Unglücksfall. Seinem Bruder Wilhelm gehörte ein Stuckgeschäft.